# Neumoegenia poetica
Neumoegenia poetica là một loài bướm đêm trong họ Noctuidae.